# 卡爾克莊園

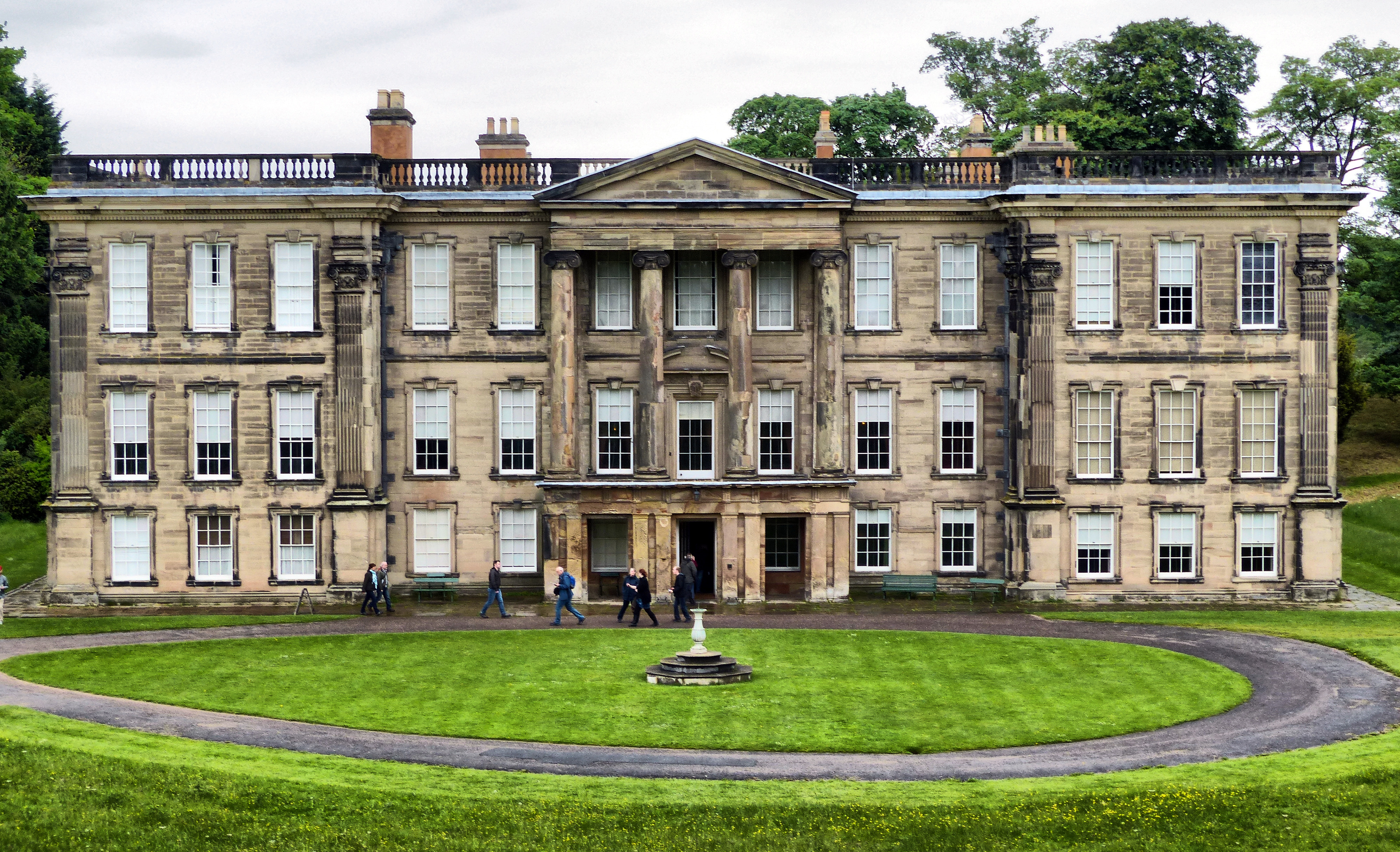
卡爾克莊園

卡爾克莊園（Calke Abbey）是英國的一座鄉村別墅，也是英國的I級登錄建築，位於德比郡。現在卡爾克莊園由國家名勝古蹟信託管理維護。卡爾克莊園的歷史可以追溯至12世紀，原本是一座修道院。1701年至1704年，該建築改建為豪宅。現在卡爾克莊園對公眾開放。

## 外部連結
- Calke Abbey information at National Trust（页面存档备份，存于）